# シュライヒャーの寓話
シュライヒャーの寓話(avis akvāsas ka「羊と馬たち」)は1868年にアウグスト・シュライヒャーによって、再建語である印欧祖語で書かれた文章である。
印欧祖語は理論上の言語であり、文証は存在しない。言い換えれば、印欧祖語を直接に示す資料は存在しない。シュライヒャーは印欧祖語の音組織の再建を基にその形態の再建を試み、印欧祖語による寓話を作成した。印欧祖語で文章を書いたのはシュライヒャーが初めてである。寓話はavis akvāsas ka(羊と馬たち)と題されており、「比較言語研究誌」5巻(1868)に掲載された。シュライヒャーにとっては不運なことに、発表後数年で再建手法が見直され、時代遅れのものとなってしまった。後に多くの学者が、印欧祖語の再建がどのように変化してきたかを示すため、シュライヒャーの寓話の改訂版を発表している。この寓話は、シュライヒャーの後140年間に亘って行われた研究によって、再建手法がいかに大きな変化を経たかを示すよい例といえる。
シュライヒャーの寓話の最初の改訂版はヘルマン・ヒルトによって作られた（出版は1939年、Arntzによる)。ウィンフレッド・レイマンとLadislav Zgustaによって1979年に改訂2版が発表され、さらにダグラス・Q・アダムズによるものも印欧文化辞典(1997:501)のなかに収録されている。2007年にはフレデリック・コルトラントが自身のホームページ上で、更に別の版を発表した。

## 羊と馬たち

### シュライヒャーによる版 (1868年)
Avis akvāsas ka.
Avis, jasmin varnā na ā ast, dadarka akvams, tam, vāgham garum vaghantam, tam, bhāram magham, tam, manum āku bharantam. Avis akvabhjams ā vavakat: kard aghnutai mai vidanti manum akvams agantam.
Akvāsas ā vavakant: krudhi avai, kard aghnutai vividvant-svas: manus patis varnām avisāms karnauti svabhjam gharmam vastram avibhjams ka varnā na asti.
Tat kukruvants avis agram ā bhugat.

#### シュライヒャーによるドイツ語訳
[Das] schaf und [die] rosse.
[Ein] schaf, [auf] welchem wolle nicht war (ein geschorenes schaf) sah rosse, das [einen] schweren wagen fahrend, das [eine] groſse last, das [einen] menschen schnell tragend. [Das] schaf sprach [zu den] rossen: [Das] herz wird beengt [in] mir (es thut mir herzlich leid), sehend [den] menschen [die] rosse treibend. [Die] rosse sprachen: Höre schaf, [das] herz wird beengt [in den] gesehen-habenden (es thut uns herzlich leid, da wir wissen): [der] mensch, [der] herr macht [die] wolle [der] schafe [zu einem] warmen kleide [für] sich und [den] schafen ist nicht wolle (die schafe aber haben keine wolle mehr, sie werden geschoren; es geht ihnen noch schlechter als den rossen). Dies gehört-habend bog (entwich) [das] schaf [auf das] feld (es machte sich aus dem staube).

#### 日本語訳
羊と馬たち (風間喜代三による訳)
毛が (刈られて) ない 羊が 馬たちをみた, ある (馬) は 重い 車を ひいているのを, ある (馬) は 大きな 荷物を, ある (馬) は 人をすばやく 運んでいくのを. 羊は 馬たちに いった, 心が 痛む 人が 馬たちを 駆り立てるのをみているわたしには. 馬たちは いった. きけ, 羊よ. 心が 痛む, (次のことを) み知った (われわれ) には. 人間の主人が 羊たちの 毛を 自分のために あたたかな 衣服にしてしまう. そして 羊たちには 毛が ない. これをきいて 羊は 野へ 逃げていった.

### ヒルトによる版 (1939年)
Owis ek’wōses-kʷe
Owis, jesmin wьlənā ne ēst, dedork’e ek’wons, tom, woghom gʷьrum weghontm̥, tom, bhorom megam, tom, gh’ьmonm̥ ōk’u bherontm̥. Owis ek’womos ewьwekʷet: k’ērd aghnutai moi widontei gh’ьmonm̥ ek’wons ag’ontm̥. Ek’wōses ewьwekʷont: kl’udhi, owei!, k’ērd aghnutai vidontmos: gh’ьmo, potis, wьlənām owjôm kʷr̥neuti sebhoi ghʷermom westrom; owimos-kʷe wьlənā ne esti. Tod k’ek’ruwos owis ag’rom ebhuget.

### レーマン、ズグスタによる版 (1979年)
Owis eḱwōskʷe
Gʷərēi owis, kʷesjo wl̥hnā ne ēst, eḱwōns espeḱet, oinom ghe gʷr̥um woǵhom weǵhontm̥, oinomkʷe meǵam bhorom, oinomkʷe ǵhm̥enm̥ ōḱu bherontm̥. Owis nu eḱwobh(j)os (eḱwomos) ewewkʷet: "Ḱēr aghnutoi moi eḱwōns aǵontm̥ nerm̥ widn̥tei". Eḱwōs tu ewewkʷont: "Ḱludhi, owei, ḱēr ghe aghnutoi n̥smei widn̥tbh(j)os (widn̥tmos): nēr, potis, owiōm r̥ wl̥hnām sebhi gʷhermom westrom kʷrn̥euti. Neǵhi owiōm wl̥hnā esti". Tod ḱeḱluwōs owis aǵrom ebhuget.

### アダムズによる版 (1997年)
H₂óu̯is h₁ék̂u̯ōs-kʷe
[Gʷr̥hₓḗi] h₂óu̯is, kʷési̯o u̯lh₂néh₄ ne (h₁é) est, h₁ék̂u̯ons spék̂et, h₁oinom ghe gʷr̥hₓúm u̯óĝhom u̯éĝhontm̥ h₁oinom-kʷe méĝhₐm bhórom, h₁oinom-kʷe ĝhménm̥ hₓṓk̂u bhérontm̥. h₂óu̯is tu h₁ek̂u̯oibh(i̯)os u̯eukʷét: 'k̂ḗr hₐeghnutór moi h₁ék̂u̯ons hₐéĝontm̥ hₐnérm̥ u̯idn̥téi. h₁ék̂u̯ōs tu u̯eukʷónt: 'k̂ludhí, h₂óu̯ei, k̂ḗr ghe hₐeghnutór n̥sméi u̯idn̥tbh(i̯)ós. hₐnḗr, pótis, h₂éu̯i̯om r̥ u̯l̥h₂néhₐm sebhi kʷr̥néuti nu gʷhérmom u̯éstrom néĝhi h₂éu̯i̯om u̯l̥h₂néhₐ h₁ésti.' Tód k̂ek̂luu̯ṓs h₂óu̯is hₐéĝrom bhugét.

### コルトラントによる版 (2007年、2010年改訂)
ʕʷeuis ʔiḱ:ueskʷ:e
ʕʷeuis i ʕueli nēʔst ʔeḱ:ums uēit:, t:o kʷ’rʕeum uoḱom uḱent:m, t:o mḱ’eʕm porom, t:o tḱmenm ʔoʔḱ:u prent:m. uēuk:t ʕʷeuis ʔiḱ:uos, ʕetḱo ʔme ḱ:ērt ʕnerm uit’ent:i ʔeḱ:ums ʕḱ’ent:m. ueuk:nt: ʔiḱ:ues, ḱ:luti ʕʷue, ʕetḱo nsme ḱ:ērt: uit’ent:i, ʕnēr p:ot:is ʕʷuiom ʕueli sue kʷermom uesti kʷ:rneut:i, ʕʷuēi kʷ:e ʕueli neʔsti. t:o ḱ:eḱ:luus ʕʷeuis pleʕnom pēuk’t.
アナトリア語とトカラ語の分裂後:
ʕʷeuis ioi ʕulʔneʕ nēʔs ʔeḱuns ʔe uēi’d, tom ’gʷrʕeum uoǵom ueǵontm, tom m’ǵeʕm borom, tom dǵmenm ʔoʔḱu berontm. ʔe uēuk ʕʷeuis ʔeḱumus, ʕedǵo ʔmoi ḱēr’d ʕnerm ui’denti ʔeḱuns ʕe’ǵontm. ʔe ueukn’d ʔiḱues, ḱludi ʕʷuei, ʕedǵo nsmi ḱēr’d ui’denti, ʕnēr potis ʕʷuiom ʕulʔneʕm subi gʷermom uesti kʷrneuti, ʕʷuimus kʷe ʕulʔneʕ neʔsti. to’d ḱeḱluus ʕʷeuis pleʕnom bēu’g.

## 注目すべき違い
テキスト間の違いの一部は、単に綴りの慣習の違いによるものである。例えばwとu̯は同じ子音的uを指す。しかし、それ以外の違いの多くは、印欧祖語の音韻論や形態論に対する見方が大きく異なることによるものである。
シュライヒャーの再建では、a/i/uの母音組織が想定されており、o/eの母音組織は2次的なものと考えられていた。彼の印欧祖語観は現代のものよりずっとサンスクリット語に近いものであったといえる。
ヒルトはo/eの母音組織と、成節子音、唇軟口蓋音、硬口蓋化音を導入した。
レーマンとズグスタはいくつかの意味素(関係代名詞kʷesjo、「人間」を意味するnēr)を置き換え、加えて喉音を認める方向に一歩踏み出した。彼らが印欧祖語の単一の喉音として認めていると思われるh (wl̥hnā)を使っているのが特徴である。
アダムスは自身の版の寓話において喉音理論を完全に反映した最初の作者となった。テキストから判断するに、4つの異なった喉音の形態素を仮定しているようだ。結果的に、アダムスのテキストにはもはや長母音āは出現しない。
コルトラントによる版では、多くの点において先立つテキストから大胆な変更が行われた。まず彼は声門化理論に従って、声門化破裂音をアポストロフィを後ろに並べることで表し、有声帯気破裂音を除外した。次に、抽象的な喉音記号を想定される音価で置き換えた。つまり、h1 = ʔ (声門閉鎖音), h2 = ʕ (有声咽頭摩擦音), h3 = ʕʷ(円唇化咽頭摩擦音)である。またコルトラントは多くの動詞と名詞語句のアプラウト階梯について、他の学者と異なる考えを持っている。

## 大衆文化において
印欧祖語はリドリー・スコットの映画プロメテウスにおいて、人間の宇宙飛行士と異星人の「エンジニア」の間の短い会話で使われた。最初の方のシーンでは、マイケル・ファスベンダー演じるアンドロイドのデイビッドが、エンジニアとの初接触に備えて、対話的コンピュータに向かってシュライヒャーの寓話の朗読を練習している。

## 文献
- Arntz, Helmut (ed.), Hirt, Hermann: Die Hauptprobleme der indogermanischen Sprachwissenschaft. Niemeyer, Halle a.d. Saale 1939 (Sammlung kurzer Grammatiken germanischer Dialekte. B. Ergänzungsheft 4)
- Kazama, Kiyozo (1978), 言語学の誕生 -比較言語学小史-, 岩波書店
- Kortlandt, Frederik. 2007. For Bernard Comrie.
- Lehmann, W., and L. Zgusta. 1979. Schleicher's tale after a century. In Festschrift for Oswald Szemerényi on the Occasion of his 65th Birthday, ed. B. Brogyanyi, 455–66. Amsterdam.
- Lühr, Rosemarie (2008). Von Berthold Delbrück bis Ferdinand Sommer: Die Herausbildung der Indogermanistik in Jena.  オリジナルの2015-02-06時点におけるアーカイブ。
- Mallory, J. P. and Adams, D. Q.: Encyclopedia of Indo-European Culture. London, 1997. S. 500ff.
- Martinet, Andre 神山孝夫訳 (2003), 「印欧人」のことば誌 -比較言語学概説-, ひつじ書房
- Schleicher, August: Fabel in indogermanischer Ursprache. In: Beiträge zur vergleichenden Sprachforschung auf dem Gebiete der arischen, celtischen und slawischen Sprachen. 5/1868. Dümmler, Berlin, S. 206-208